# Heterosuchus
Heterosuchus — вимерлий рід крокодиломорфів, який, можливо, був евзухієм. Він відомий лише з шийних і спинних хребців, знайдених у породах раннього крейдяного віку з пластів Гастінгса (група Уелден) у Гастінгсі, Сассекс. Ці хребці є процеальними (кулькоподібне з’єднання з гніздом спереду та кулькою на задній частині окремих хребців), що є характерною рисою євсухіїв. Heterosuchus був описаний Гаррі Сілі в 1887 році з H. valdensis як типовим видом. Це може бути той самий рід, що й трохи молодший Hylaeochampsa, імовірно, мав подібний еволюційний ступінь, але немає матеріалу, що збігається, оскільки Hylaeochampsa відомий лише з часткового черепа; Hylaeochampsa буде ім'ям, використаним для обох у цьому випадку, оскільки це старіша назва (придумана в 1874 році). Через скупий матеріал і очевидну відсутність відмінних характеристик Джеймс Кларк і Марк Норелл (1992) вважали назву Heterosuchus сумнівною.